# Amt Poppenburg
Das Amt Poppenburg war ein historisches Verwaltungsgebiet des Hochstifts Hildesheim bzw. des Königreichs Hannover.

## Geschichte
Der Amtsbezirk geht auf die 1227 erstmals urkundlich erwähnte Poppenburg zurück, die Sitz eines gleichnamigen Grafengeschlechts war. Nach dessen Erlöschen im ausgehenden 13. Jahrhundert fielen Burg und Amt an die Bischöfe von Hildesheim, die sie in der Folgezeit häufig verpfändeten. Nach der Hildesheimer Stiftsfehde wurde das Amt 1523 an das Fürstentum Calenberg abgetreten. 1643 kehrte es unter stiftshildesheimische Herrschaft zurück. 1802 kam es mit dem aufgehobenen Hochstift Hildesheim an Preußen, 1807 unter dem Namen Kanton Elze an das Königreich Westphalen. Ende 1813 wurde es von Hannover in Besitz genommen. Die in preußischer und westphälischer Zeit aufgehobenen Ämterstrukturen wurden 1815 wiederhergestellt und das Amt Poppenburg im alten Umfang restituiert. Schon 1824 wurde es wieder aufgelöst und in ein neues Amt eingegliedert, das den Namen Amt Gronau-Poppenburg erhielt. 1852 wurden die Gemeinden des alten Amts Poppenburg unter einem neuen Amtsnamen, dem Amt Elze, wiederhergestellt. Dazu kamen die Gemeinden Sehlde und Eime. Die anderen Gemeinden des Amts Gronau-Poppenburg wurden nun unter dem Namen Amt Gronau geführt. Diese Regelung hatte aber nur bis 1859 Bestand, als das Amt Elze wieder in das, nunmehr erweiterte Amt Gronau eingegliedert wurde. Im Zuge der Gebietsreform von 1885 ging das Amt Gronau im Kreis Gronau auf, der bis 1932 Bestand hatte.

## Gemeinden
Das Amt Poppenburg war das kleinste Amt des Hochstifts Hildesheim, und das einzige, was mit der Stadt Elze und dem Dorf Mehle nach Westen über die Leine reichte. Die Stadt Elze scheint bis 1807 voller Bestandteil des Amts Poppenburg gewesen zu sein und stand danach nur noch in loser Verbindung zum Amt. Der westliche Teil des schmalen Amts ragte tief in das Fürstentum Calenberg hinein, im Südosten grenzte das Amt an das Amt Winzenburg, im Nordosten an das Amt Steuerwald.
Die folgende Tabelle listet alle Gemeinden, die dem Amt Poppenburg bis 1807 angehört haben. Dazu zählten eine Stadt, Dörfer und Weiler, aber ggf. auch Einzelhäuser und ähnliche Liegenschaften, wenn sie im zu Grunde liegenden Verzeichnis genannt sind. In Spalte 2 ist die Anzahl aller Haushalte im Jahre 1760 verzeichnet, und zwar Freie Häuser, Vollhöfe, Halbspännerhöfe, Viertelspännerhöfe, Großköthnerhöfe, Kleinköthnerhöfe und Brinksitzer zusammengenommen (im Original jeweils einzeln aufgeführt). In Spalte 3 ist die Einwohnerzahl im Jahr 1910 verzeichnet, in Spalte 4 die heutige Gemeindezugehörigkeit. Weitere Anmerkungen stehen in der letzten Spalte.
| Altgemeinde | Haushalte | 1910  | heutige Gemeinde | Anmerkung                                  |
| ----------- | --------- | ----- | ---------------- | ------------------------------------------ |
| Burgstemmen | 49        | 702   | Nordstemmen      | Kirchdorf                                  |
| Elze        | 168       | 2.844 | Elze             | Stadt, mit adligem Hof und freier Apotheke |
| Heyersum    | 24        | 268   | Nordstemmen      | Kirchdorf                                  |
| Mahlerten   | 27        | 362   | Nordstemmen      | Kirchdorf                                  |
| Mehle       | 88        | 950   | Elze             | Kirchdorf mit Wassermühle                  |
| Mesle       | 1         | –     | –                | adliges Haus, Standort heute unbekannt     |
| Nordstemmen | 58        | 1.530 | Nordstemmen      | Kirchdorf                                  |
| Poppenburg  | 2         | –     | Nordstemmen      | Amtshaus mit Windmühle                     |

Bei seiner Aufhebung (1824) umfasste das Amt folgende Gemeinden
| - Burgstemmen - Heyersum - Mehle | - Mahlerten - Nordstemmen - Domäne Poppenburg |

## Drosten und Amtmänner

### Drosten
- –1688: Ignaz von Weichs
- 1689–1716: Dietrich Jobst von der Reck
- 1719–1750: Johann Wilhelm von Twickel
- 1750–1782: Jobst Edmund von Twickel
- 1782–1802: Clemens August von Twickel

### Amtmänner
- 1588–: Johannes Hoffmeister
- 1595–1600: Heinrich Graßhoff
- 1604/05: Johannes Rodemann
- 1612/24: Ernst Burchards/Burghards
- 1625–1630: Johannes Rodtschröder
- 1630/43: Johannes von Vorst
- 1643–1669: Johann Nikolaus von Vorst
- 1670–1690: Joachim Lautitz
- 1691–1719: Konstantin Pfingsthorn
- 1719–1775: Jobst Edmund Pfingsthorn
- 1772–1777: Ernst Joseph Pfingsthorn
- 1778–1802: Peter Josef Anton Klöpper
- 1818–1822: Franz Ludwig Pelizaeus